# Iratsume
Iratsume är ett släkte av fjärilar. Iratsume ingår i familjen juvelvingar.
Kladogram enligt Catalogue of Life:
| Iratsume | \| \| Iratsume orsedice \| \| \| \| \| \| Iratsume suzukii \| \| \| \| |
|          | \| \| Iratsume orsedice \| \| \| \| \| \| Iratsume suzukii \| \| \| \| |
|          | Iratsume orsedice                                                      |
|          |                                                                        |
|          | Iratsume suzukii                                                       |
|          |                                                                        |